# Santa Maria "Regina Mundi" a Torre Spaccata (titre cardinalice)
Le titre cardinalice de Santa Maria "Regina Mundi" a Torre Spaccata (Sainte Marie "Reine du Monde", à Torre Spaccata) est érigé par le pape Jean-Paul II le 28 juin 1988 et rattaché à l'église Santa Maria Regina Mundi (it) située dans le quartier de Don Bosco à l'Est de Rome.

## Titulaires
- Simon Ignatius Pimenta (1988-2013)
- Orlando Quevedo depuis 2014